# Старий Кавдик
Старий Кавди́к (рос. Старый Кавдык) — село у складі Ялуторовського району Тюменської області, Росія.
Населення — 561 особа (2010, 585 у 2002).
Національний склад станом на 2002 рік:
- росіяни — 88 %